# Пайпер, Адриан
Адриан Пайпер (род. 20 сентября 1948, Нью-Йорк) — американская художница и философ. Её творчество посвящено «сложности социального, национального и полового самоощущения человека, живущего в мультинациональной среде мегаполиса», кем и как переживается опыт остракизма, инакомыслия. Пайпер использует различные традиционные и нетрадиционные медиа для провоцирования самоанализа. В качестве примера она использует рефлексию своей собственной карьеры.

## Биография
Пайпер выросла на Манхэттене в чёрной семье из среднего класса и посещала частную школу, в которой были в основном состоятельные белые студенты. Она изучала искусство в Школе изобразительных искусств, которую закончила в 1969 году. Затем Пайпер изучала философию в Городском колледже Нью-Йорка, получив диплом бакалавра в 1974 году. Пайпер получила степень магистра философии в Гарвардском университете в 1977 году и степень доктора в 1981 году под руководством Джона Ролза.
Также в 1981 году Пайпер опубликовала эссе под названием «Идеология, конфронтация и политическое самосознание», в котором она обсуждает концепции, которые исследует с помощью своего искусства. В своём эссе она рассматривает представления о самоанализе человека и структурах убеждений, которые служат, чтобы «отделить себя от другого».
Она также училась в Гейдельбергском университете. Во время своих философских исследований Пайпер сосредоточилась на «Критике чистого разума» Канта.
Философские интересы повлияли на её творчество, и в своём искусстве Пайпер всегда рассматривает критику расового неравенства в контексте прав человека. Пайпер скептически относится к постмодернистским попыткам отказа от использования «мощных инструментов рациональности и объективности», необходимым в деле критики «псевдорациональности» расизма.

## Творчество
Начало творческого пути Пайпер приходится на конец 60-х — начало 70-х: в этот период Пайпер взаимодействует с известным галеристом Сетом Сигелаубом, поддерживавшим концептуализм, а в 1970 году она выставлялась в Музее современного искусства (выставка «Информация») .
Первое упоминание о Пайпер как о художнике в прессе было в Village Voice 27 марта 1969 года, когда ей было всего 19 лет. Это реакция на её первую персональную выставку: её почтовый арт-проект под названием «Три проекта без названия».
Пайпер адаптировала некоторые приёмы перформанса и концептуального искусства для своего исследования «визуальной патологии» расизма. На творчество Пайпер оказали влияние Сол Левитт и Ивонна Райнер.
Пайпер говорит, что в это время её выгнали из мира искусства за её расу и пол. В этот момент её работы начинают обращаться к тематике остракизма, инакомыслия и отношения к расизму. В интервью Морису Берже, опубликованном под названием «Критика чистого расизма», Пайпер заявила, что, хотя она считает, что анализ расизма заслуживает похвалы, она хочет, чтобы её творчество помогло людям противостоять их расистским взглядам.
В 1970-х годах она начала серию уличных представлений под общим названием «Catalysis», в которую вошли такие действия, как покраска её одежды белой краской и вывеска с надписью «Влажная краска» и поход в универмаг за покупками для перчаток и солнцезащитных очков и т. п. Перформансы предназначались для того, чтобы стимулировать вызовы, направленные на порядок в социальной сфере, «на уровне одежды, здравомыслия и различия между публичными и частными действиями».
В серии «Мифическое бытие» (1973—1975) она устраивала в общественных местах перформансы с целью продемонстрировать идеологически сконструированный или «мифический» характер мачисткого образа афроамериканского мужчины, в образе которого выступала.
В период с 1982 по 1984 год Пайпер организовала серию мероприятий под названием «Funk Lessons», в ходе которых участники узнали о стилях танца, культуре и истории фанк-музыки. Пайпер нашла корни фанка в африканской племенной музыке и видела в этом неотъемлемую часть растущего присутствия чернокожих деятелей культуры в Америке и продолжающейся борьбы за равные права. Предлагая разнообразной аудитории музыку афроамериканской контркультуры, Пайпер стремилась создать диалог о культурной ценности танцевальной музыки и политике расы и идентичности.
В работе «Моя визитка № 1» (1986) использовала концептуалистскую технику письменного заявления: услышав от кого-либо расистское замечание, выдавала ему свою визитку, которая уведомляла о том, что Пайпер — чернокожая.
В 2002 основала Исследовательский архив Андриан Пайпер в Берлине.
Пайпер разведена и не имеет детей.
В настоящее время она живёт и работает в Берлине, где руководит исследовательским архивом Адриан Пайпер.
В 2015 году она была награждена Золотым львом как лучшая художница на международной выставке Венецианской биеннале.